# ملبورن (کنتاکی)
ملبورن (به انگلیسی: Melbourne) شهری در ایالت کنتاکی کشور ایالات متحده آمریکا است که جمعیت آن در سرشماری سال ۲۰۱۰ میلادی، ۴۰۱ نفر بوده‌است.